# Hermann Riemann (Pädagoge)
Hermann Traugott Leberecht Riemann (* 4. Oktober 1822 in Eutin; † 27. Januar 1889 in Greifenberg (Pommern)) war ein deutscher Gymnasiallehrer und Historiker.

## Leben
Hermann Riemann, ältestes von elf Kindern des evangelischen Theologen, Gymnasiallehrers, Pastors und Demokraten Heinrich Arminius Riemann (1793–1872) und dessen Ehefrau Henriette, geb. Gensler (1802–1881), Tochter eines Juristen und Hochschullehrers. Hermann bekam seinen dritten Taufnamen nach dem Feldherrn General Gebhard Leberecht von Blücher. Ein jüngerer Bruder von Hermann, Adolf Riemann (1828–1865) wanderte in die USA aus und fiel als Leutnant während des Sezessionskriegs in der Schlacht von Hatcher’s Run Anfang Februar 1865. Riemanns Schwester Mathilde (1844–1907), Musiklehrerin und Pianistin, war in Neubrandenburg mit dem Organisten und Chorleiter August Naubert (1839–1897) verheiratet, der 1889 als großherzoglich mecklenburg-strelitzscher Musikdirektor geehrt wurde. 
Die Jahre seiner Kindheit und Jugend verbrachte er an den Dienstorten des Vaters, zunächst in Eutin im damaligen Fürstentum Lübeck  im Raum Schleswig-Holstein, dann ab 1828 im mecklenburgischen Friedland. Er besuchte die Gelehrtenschule Friedland, erlebte im Dezember 1840 deren Umwandlung zum Gymnasium mit und bestand hier Ostern 1842 das Abitur. Daraufhin begann er 1842 ein Studium der Evangelischen Theologie, Geschichte und Philosophie an der Universität Jena. Während dieser Zeit lernte er den langjährigen Freund seines Vaters, Friedrich Ludwig Jahn, kennen. Wie sein Vater zuvor, wurde Riemann im Sommersemester 1842 Mitglied der Jenaer Burschenschaft (später Burschenschaft Arminia auf dem Burgkeller). Für die letzten Semester wechselte er nach Berlin. Hier war er Teilnehmer am Historischen Seminar von Leopold von Ranke und verkehrte im Haus der Familie seines väterlichen Freundes Friedrich Adolf Trendelenburg. Zwischendurch absolvierte Riemann ein praktisches Jahr als Hauslehrer bei einer Familie in Fehrbellin. Damit konnte er die für ihn während der Studienzeit immer schwieriger zu lösende Finanzierung etwas aufbessern. Daraufhin legte er im Jahr 1848 an der Universität Berlin das Staatsexamen ab.
Mit dem Studienabschluss nahm Hermann Riemann eine Anstellung als Hauslehrer in Fürstenberg/Havel an. Von dort wechselte er 1851 in ein Praktikum an das Gymnasium in Anklam. In diesem Jahr verlobte er sich mit der Predigerwitwe Mathilde Hahn, die er während seiner Zeit als Hauslehrer kennengelernt hatte. Ein Jahr später ging er nach Greifenberg in Pommern (heute Gryfice), wo er eine Anstellung an dem neu errichteten Friedrich-Wilhelm Gymnasium erhielt. Von hier aus beschäftigte er sich neben seinen Unterrichtsaktivitäten intensiv mit geschichtlichen Fragen, erforschte die Geschichte seiner Heimatregion und gab 1854 die Schrift „De Bellorum inter Henricum IV.“ heraus. Später übernahm Riemann die Leitung des Gymnasiums in Greifenberg als Direktor. In den folgenden Jahren arbeitete er an einer Historie seiner Stadt. Das Werk dazu erschien 1862 unter dem Titel „Geschichte der Stadt Greifenberg“, zu der ihm sein Vater eine umfangreiche Chronik zugearbeitet hatte. Diese Publikation ergänzte er 1873 mit der Herausgabe des Werkes zur „Geschichte der Stadt Colberg“. Mit diesen und weiteren Arbeiten trug er wesentlich zur Erforschung der Geschichte Pommerns bei und erhielt für seine Verdienste auf diesem Gebiet 1875 die Ehrendoktorwürde (Dr. phil. h.c.) durch die Universität Greifswald. Große Anerkennung fand auch seine pädagogische Arbeit. Am Gymnasium formte er ein Lehrerteam, das sich mit den Werten des humanistischen und klassischen deutschen Erbes identifizierte. Bestandteil des Unterrichts waren die alten Sprachen, dabei auch Hebräisch, Wissen über und auch Unterweisungen aller drei am Ort präsenten Religionen, also evangelisch, katholisch und jüdische. Der Lehrplan und Veranstaltungen mit den Schülern erhielten eine wesentliche Ergänzung durch seine Forschungstätigkeit zur regionalen Geschichte. 
Für diese Leistungen wurde Riemann vielfach geehrt. 1875 erhielt er den Ehrendoktor der philosophischen Fakultät der Universität Greifswald. Anlässlich seines 60. Geburtstages am 4. Oktober 1882 ernannte ihn die Stadt Kolberg zum Ehrenbürger. Damit wurde besonders sein Engagement für die Bewahrung der Traditionen der Region Pommern gewürdigt. 1886 schloss sich die Universität Greifswald mit der Verleihung des Professoren-Titels diesen Anerkennungen an.
Nach einem Schlaganfall im Winter 1887 war seine Gesundheit stark eingeschränkt. Im Folgejahr gab er aus diesem Grund sein Direktorenamt ab und ging in Pension. Riemann starb 66-jährig im pommerschen Greifenberg.

## Familie
Hermann Riemann heiratete 1853 in Stettin die Pastorenwitwe Mathilde Hahn, geborene Franz. Aus ihrer ersten Ehe hatte sie zwei Söhne. In der Ehe mit Hermann wurden ihnen zwei Töchter geboren. Die Älteste, Emma Riemann (* 1854) heiratete 1882 Max Richter. Dieser war Professor am Gymnasium in Greifenberg, also der Wirkungsstätte ihres Vaters. Dort unterrichtete er die Fächer Hebräisch und Geschichte. Die jüngere Tochter Anne (* 1857) hatte ein Studium absolviert und 1916 den Studienrat Henri Bouché geheiratet. Sie lebte in Berlin. Aus beiden Ehen gingen Kinder und Enkelkinder hervor.

## Publikationen
- De Bellorum inter Henricum IV. et Saxones Gestorum Causis et Origine. Greifenberg/Pommern 1854.
- Geschichte der Stadt Greifenberg in Pommern. Eine Gedächtnisschrift zum Sechshundjährigen Jubiläums der Stadt. Greifenberg/Pommern 1862.
- Geschichte der Stadt Colberg. Colberg 1873.